# NBA G League Most Improved Player Award
De NBA G League Most Improved Player Award is een jaarlijkse basketbalprijs die wordt uitgereikt aan de speler die de meeste vooruitgang maakte tijdens het seizoen in de NBA G League. De eerste winnaar was Mildon Ambres van de Idaho Stampede.

## Erelijst
| Seizoen | Speler             | Club                     |
| ------- | ------------------ | ------------------------ |
| 2009/10 | Mildon Ambres      | Idaho Stampede           |
| 2010/11 | Dar Tucker         | New Mexico Thunderbirds  |
| 2011/12 | Kenny Hayes        | Maine Red Claws          |
| 2012/13 | Cameron Jones      | Santa Cruz Warriors      |
| 2013/14 | Frank Gaines       | Maine Red Claws          |
| 2014/15 | Joe Jackson        | Bakersfield Jam          |
| 2015/16 | Axel Toupane       | Raptors 905              |
| 2016/17 | Devondrick Walker  | Delaware 87ers           |
| 2017/18 | DeQuan Jones       | Fort Wayne Mad Ants      |
| 2018/19 | Michael Frazier II | Rio Grande Valley Vipers |
| 2019/20 | Gabe Vincent       | Sioux Falls Skyforce     |
| 2020/21 | Anthony Lamb       | Rio Grande Valley Vipers |
| 2021/22 | Craig Randall II   | Long Island Nets         |
| 2022/23 | Lester Quiñones    | Santa Cruz Warriors      |
| 2023/24 | Alondes Williams   | Sioux Falls Skyforce     |
| 2024/25 | Elijah Harkless    | Salt Lake City Stars     |

## Winnaars per club
| Aantal | Club                     | Jaren      |
| ------ | ------------------------ | ---------- |
| 2      | Maine Red Claws          | 2012, 2014 |
| 2      | Rio Grande Valley Vipers | 2019, 2021 |
| 2      | Santa Cruz Warriors      | 2013, 2023 |
| 2      | Sioux Falls Skyforce     | 2020, 2024 |
| 1      | Idaho Stampede           | 2010       |
| 1      | New Mexico Thunderbirds  | 2011       |
| 1      | Bakersfield Jam          | 2015       |
| 1      | Raptors 905              | 2016       |
| 1      | Delaware 87ers           | 2017       |
| 1      | Fort Wayne Mad Ants      | 2018       |
| 1      | Long Island Nets         | 2022       |
| 1      | Salt Lake City Stars     | 2025       |